# Erik Fish
Erik Fish (Medicine Hat, 19 maggio 1952) è un ex nuotatore canadese.
Specializzato nel dorso, ha vinto la medaglia di bronzo nella staffetta 4x100 m misti alle Olimpiadi di Monaco 1972.

## Palmarès
- Olimpiadi
  - Monaco 1972: bronzo nella staffetta 4x100 m misti.